# Booponus intonsus
Booponus intonsus är en tvåvingeart som beskrevs av Aldrich 1923. Booponus intonsus ingår i släktet Booponus och familjen spyflugor. Inga underarter finns listade i Catalogue of Life.